# Inmigración española en Panamá
Panamá posee una importante comunidad española que se ha diseminado por todo el territorio nacional. Según el Instituto Nacional de Estadística de España en 2022 viven en Panamá 14.942 ciudadanos españoles. Aunque España y Panamá no tienen firmado un convenio de doble nacionalidad, España considera al país centroamericano un país iberoamericano, por lo tanto no obliga a renunciar a la nacionalidad panameña al obtener la española; Panamá por su parte, aplica una reciprocidad antes esta medida, existiendo la doble nacionalidad entre ambos países de facto. Hoy por hoy existen muchos españoles y panameños que se benefician de la doble nacionalidad que legalmente se permite entre ambos países, por lo que algunos de los casi 15.000 españoles censados en Panamá son también ciudadanos panameños legalmente.

## Historia
Santa María la Antigua del Darién fue la primera ciudad fundada por los españoles con permanencia, en la Tierra Firme del continente americano.
Fue fundada por Vasco Núñez de Balboa en el 1510. Santa María la Antigua del Darién fue la capital del territorio de Castilla de Oro hasta la fundación de la ciudad de Panamá por Pedrarias Dávila en 1519. Pocos años después del traslado de la capital a la ciudad de Panamá, Santa María La Antigua del Darién, fue abandonada y en el año 1524 la ciudad fue asaltada y quemada por los indígenas.

### Gallegos
Los gallegos cuentan con bastantes ciudadanos radicados en Panamá. Esta comunidad arribó a Istmo casi después de la independencia de España conjuntamente con leoseses, asturianos y vascos. Herrera y Los Santos son las provincias donde más españoles llegaron y existen descendientes directos e indirectos de estos inmigrantes.[cita requerida]